# I liga polska w piłce siatkowej mężczyzn (2016/2017)
I liga polska w piłce siatkowej mężczyzn (Krispol 1. Liga) 2016/2017 – 12. sezon rozgrywek siatkarskich organizowanych przez Polski Związek Piłki Siatkowej na drugim poziomie ligowym.

## System rozgrywek
Zmagania toczą się dwuetapowo:

### Etap I (dwurundowa faza zasadnicza)
Przeprowadzona w formule ligowej, systemem kołowym (tj. "każdy z każdym – mecz i rewanż") Faza zasadnicza, klasyfikacja generalna – uwzględnia wyniki wszystkich rozegranych meczów, łącznie z meczami rozegranymi awansem. Punktacja: 3 pkt za wygraną 3:0 i 3:1, 2 pkt za wygraną 3:2, 1 pkt za porażkę 2:3, 0 pkt za przegraną 1:3 i 0:3.
Kolejność w tabeli po każdej kolejce rozgrywek (tabela) ustalana jest według liczby zdobytych punktów meczowych. W przypadku równej liczby punktów meczowych o wyższym miejscu w tabeli decyduje:
1. liczba wygranych meczów
2. lepszy (wyższy) stosunek setów zdobytych do straconych
3. lepszy (wyższy) stosunek małych punktów zdobytych do małych punktów straconych

Jeżeli mimo zastosowania powyższych reguł nadal nie można ustalić kolejności, o wyższej pozycji w tabeli decydują wyniki meczów rozegranych pomiędzy zainteresowanymi drużynami w danym sezonie.

### Etap II (faza play-off / play-out)
Przeprowadzona w systemem pucharowym. Do rundy play-off przystąpi 8 najlepszych drużyn po fazie zasadniczej. 2 najsłabsze drużyny rywalizować będą o utrzymanie (w rundzie play-out).
Runda play-off
Runda 1
(O miejsca 1-8) - O tytuł mistrza KRISPOL 1. Ligi grają drużyny, które po zakończeniu fazy zasadniczej rozgrywek zajęły w tabeli miejsca od 1 do 8. Drużyny z miejsc 1-8; 2-7; 3-6; 4-5 utworzą pary meczowe, które zagrają o miejsca w 1/2 finału. Drużyny grają dwumecz. Gospodarzami pierwszych spotkań będą zespoły, które po fazie zasadniczej rozgrywek zajęły niższe miejsce w tabeli. Gospodarzami meczów rewanżowych będą zespoły, które po fazie zasadniczej zajęły wyższe miejsce tabeli. Jeżeli po zakończeniu drugiego spotkania stan rywalizacji w meczach będzie wynosił 1:1 to, o wygraniu rywalizacji zadecyduje wygranie „złotego seta” do 15 punktów z dwoma punktami przewagi jednej z drużyn.
Runda 2
(O miejsca 1-4) - Zwycięzcy rywalizacji z rundy 1 zagrają w 1/2 finału o miejsca 1-4. W pierwszym półfinale zagrają zwycięzca rywalizacji 1-8 ze zwycięzcą rywalizacji 4-5. W drugim półfinale zagrają zwycięzca rywalizacji 2-7 ze zwycięzcą rywalizacji 3-6. Drużyny grają do dwóch zwycięstw. Gospodarzami pierwszych spotkań będą zespoły, które po fazie zasadniczej rozgrywek zajęły niższe miejsce w tabeli. Gospodarzami meczów rewanżowych będą zespoły, które po fazie zasadniczej zajęły wyższe miejsce tabeli. Jeżeli po zakończeniu drugiego spotkania stan rywalizacji w meczach będzie wynosił 1:1 to o wygraniu rywalizacji zadecyduje trzeci mecz rozegrany na parkiecie drużyny, która zajęła wyższe miejsce w tabeli po rundzie zasadniczej.
(O miejsca 5-8) - Przegrani z rundy 1 fazy play off utworzą pary meczowe i zagrają o miejsca 5-8. W pierwszej parze zagra przegrany rywalizacji 1-8 z przegranym rywalizacji 4-5, a w drugiej przegrany 2-7 z przegranym 3-6. Drużyny grają dwumecz. Gospodarzami pierwszych spotkań będą zespoły, które po fazie zasadniczej rozgrywek zajęły niższe miejsce w tabeli. Gospodarzami meczów rewanżowych będą zespoły, które po fazie zasadniczej zajęły wyższe miejsce tabeli. Jeżeli po zakończeniu drugiego spotkania stan rywalizacji w meczach będzie wynosił 1:1 to, o wygraniu rywalizacji zadecyduje wygranie „złotego seta” do 15 punktów z dwoma punktami przewagi jednej z drużyn. Zwycięzcy zagrają o miejsca 5-6, a przegrani zakończą sezon na miejscach 7 i 8 (o kolejności decydować będzie, która drużyna zajęła wyższe miejsce w tabeli po rundzie zasadniczej).
Runda 3
(O miejsca 7-8) - Przegrani rundy o miejsca 5-8 zagrają o miejsce 7 w końcowej klasyfikacji. Drużyny grają dwumecz. Gospodarzami pierwszych spotkań będą zespoły, które po fazie zasadniczej rozgrywek zajęły niższe miejsce w tabeli. Gospodarzami meczów rewanżowych będą zespoły, które po fazie zasadniczej zajęły wyższe miejsce tabeli. Jeżeli po zakończeniu drugiego spotkania stan rywalizacji w meczach będzie wynosił 1:1 to, o wygraniu rywalizacji zadecyduje wygranie „złotego seta” do 15 punktów z dwoma punktami przewagi jednej z drużyn. Przegrany zajmie 8. miejsce w końcowej klasyfikacji.
(O miejsca 5-6) - Zwycięzcy rundy o miejsca 5-8 zagrają o miejsce 5 w końcowej klasyfikacji. Drużyny grają dwumecz. Gospodarzami pierwszych spotkań będą zespoły, które po fazie zasadniczej rozgrywek zajęły niższe miejsce w tabeli. Gospodarzami meczów rewanżowych będą zespoły, które po fazie zasadniczej zajęły wyższe miejsce tabeli. Jeżeli po zakończeniu drugiego spotkania stan rywalizacji w meczach będzie wynosił 1:1 to, o wygraniu rywalizacji zadecyduje wygranie „złotego seta” do 15 punktów z dwoma punktami przewagi jednej z drużyn. Przegrany zajmie 6. miejsce w końcowej klasyfikacji.
(O miejsca 3-4) - Przegrany 1 półfinału gra z przegranym 2 półfinału, do trzech wygranych meczów ze zmianą gospodarza po dwóch rozegranych meczach. Gospodarzami pierwszego terminu (terminy są dwudniowe - dwumeczowe) będą zespoły, które po fazie zasadniczej rozgrywek zajęły wyższe miejsce w tabeli (ewentualny piąty mecz zostaje rozegrany również na parkiecie drużyny, która zajęła wyższe miejsce po rundzie zasadniczej).
(O miejsca 1-2) - O tytuł mistrza KRISPOL 1. Ligi. Zwycięzca 1. półfinału gra ze zwycięzcą 2. półfinału do trzech wygranych meczów ze zmianą gospodarza po dwóch rozegranych meczach. Gospodarzami pierwszego terminu (terminy są dwudniowe - dwumeczowe) będą zespoły, które po fazie zasadniczej rozgrywek zajęły wyższe miejsce w tabeli (ewentualny piąty mecz zostaje rozegrany również na parkiecie drużyny, która zajęła wyższe miejsce po rundzie zasadniczej).
Drużyna, która zajmie 1 lub 2. miejsce w klasyfikacji końcowej KRISPOL 1. Ligi i spełni wymogi Regulaminu Profesjonalnego Współzawodnictwa PLPS zostanie dopuszczona do udziału w barażu o awans do rozgrywek PlusLigi sezonu 2017/2018.
Runda play-out
Zespoły, które po zakończeniu rundy zasadniczej zajęły miejsca 10-11 zagrają o utrzymanie w KRISPOL 1. Lidze. Rywalizacja toczyć się będzie do trzech wygranych meczów ze zmianą gospodarza po dwóch rozegranych meczach. Gospodarzami pierwszego terminu (terminy są dwudniowe - dwumeczowe) będą zespoły, które po fazie zasadniczej rozgrywek zajęły wyższe miejsce w tabeli (ewentualny piąty mecz zostaje rozegrany również na parkiecie drużyny, która zajęła wyższe miejsce po rundzie zasadniczej). Zwycięzca utrzymuje się w lidze, natomiast przegrany spada do II ligi.
O kolejności końcowej w przypadku odpadnięcia drużyn w tej samej rundzie i nie rozgrywania meczów o poszczególne miejsca decyduje kolejność po rundzie zasadniczej.

## Drużyny uczestniczące
| | Uczestnicy poprzedniej edycji    |       |
| --- | -------------------------------- | ----- |
| SMS | SMS PZPS Spała                   | 2     |
| SUW | Ślepsk Suwałki                   | 4     |
| WRZ | Krispol Września                 | 5     |
| ZAW | Aluron Virtu Warta Zawiercie     | 6     |
| KRA | AZS AGH Kraków                   | 7     |
| SIE | KPS Siedlce                      | 8     |
| NYS | AZS PWSZ Stal Nysa               | 9     |
| WAŁ | Victoria Wałbrzych               | 10    |
| KĘT | KPS Kęty                         | 12    |
| | Awans z II ligi                  |       |
| SAN | TSV Sanok                        | 1     |
| HAJ | SKS Hajnówka                     | 1     |
| CZE | Exact Systems Norwid Częstochowa | [ b ] |
| Oznaczenia: - kolumna pierwsza – skróty nazw drużyn wpisane na mapie (jeśli ta została zamieszczona), - kolumna trzecia – miejsce zajęte przez daną drużynę w poprzednim sezonie. |                                  |       |

## Rozgrywki

### Runda zasadnicza

#### Tabela wyników
| Gospodarz \ Gość1  | SUW | ZAW | NYS | SIE | SAN | HAJ | WRZ | KRA | CZE | WAŁ | SMS |
| ------------------ | --- | --- | --- | --- | --- | --- | --- | --- | --- | --- | --- |
| Ślepsk Suwałki     | -   | 3:2 | 0:3 | 3:0 | 3:1 | 3:0 | 3:1 | 3:1 | 3:2 | 3:1 | 3:0 |
| Warta Zawiercie    | 1:3 | -   | 3:1 | 3:1 | 3:0 | 3:0 | 3:0 | 3:2 | 3:1 | 3:0 | 3:0 |
| AZS PWSZ Stal Nysa | 2:3 | 3:2 | -   | 2:3 | 3:0 | 3:1 | 3:0 | 3:0 | 3:2 | 3:2 | 3:0 |
| KPS Siedlce        | 0:3 | 3:1 | 0:3 | -   | 3:0 | 3:2 | 3:1 | 1:3 | 3:0 | 3:0 | 3:0 |
| TSV Sanok          | 2:3 | 1:3 | 2:3 | 1:3 | -   | 2:3 | 3:1 | 2:3 | 3:2 | 3:1 | 3:1 |
| SKS Hajnówka       | 2:3 | 2:3 | 2:3 | 2:3 | 0:3 | -   | 3:0 | 1:3 | 3:1 | 3:1 | 3:0 |
| Krispol Września   | 0:3 | 1:3 | 3:0 | 0:3 | 0:3 | 3:0 | -   | 3:1 | 3:0 | 3:0 | 3:0 |
| AGH Kraków         | 2:3 | 1:3 | 2:3 | 0:3 | 3:2 | 1:3 | 1:3 | -   | 3:2 | 3:1 | 3:1 |
| Norwid Częstochowa | 3:1 | 0:3 | 2:3 | 1:3 | 0:3 | 2:3 | 2:3 | 1:3 | -   | 3:0 | 3:0 |
| Victoria Wałbrzych | 1:3 | 0:3 | 2:3 | 2:3 | 2:3 | 0:3 | 3:2 | 3:1 | 3:2 | -   | 3:1 |
| SMS PZPS Spała     | 1:3 | 0:3 | 0:3 | 1:3 | 0:3 | 3:2 | 0:3 | 1:3 | 3:0 | 3:2 | -   |

Źródło: wyniki.siatka.org
1 Drużyna gospodarzy jest wymieniona po lewej stronie tabeli.
Kolory:
  zwycięstwo gospodarzy 3:0 lub 3:1
  zwycięstwo gospodarzy 3:2
  zwycięstwo gości 3:0 lub 3:1
  zwycięstwo gości 3:2

#### Wyniki spotkań
| 01.10.2016 | Ślepsk Suwałki   | 3:0 | SMS PZPS Spała     | 25:21, 25:16, 25:17               |
| 01.10.2016 | Krispol Września | 3:0 | SKS Hajnówka       | 25:18, 25:10, 25:16               |
| 01.10.2016 | Warta Zawiercie  | 3:0 | TSV Sanok          | 25:22, 25:23, 25:21               |
| 01.10.2016 | KPS Siedlce      | 3:0 | Norwid Częstochowa | 25:22, 34:32, 25:10               |
| 01.10.2016 | Stal AZS Nysa    | 3:2 | Victoria Wałbrzych | 25:20, 21:25, 15:25, 25:20, 21:19 |

| 08.10.2016 | SMS PZPS Spała     | 3:2 | Victoria Wałbrzych | 19:25, 25:20, 25:16, 29:31, 15:11 |
| 08.10.2016 | Norwid Częstochowa | 2:3 | Stal AZS Nysa      | 15:25, 26:24, 25:17, 19:25, 11:15 |
| 07.10.2016 | TSV Sanok          | 2:3 | AGH Kraków         | 25:23, 21:25, 21:25, 25:18, 13:15 |
| 08.10.2016 | SKS Hajnówka       | 2:3 | Warta Zawiercie    | 25:21, 25:20, 15:25, 23:25, 22:24 |
| 08.10.2016 | Ślepsk Suwałki     | 3:1 | Krispol Września   | 21:25, 25:21, 25:15, 25:19        |

| 15.10.2016 | Krispol Września   | 3:0 | SMS PZPS Spała     | 25:22, 25:23, 25:19        |
| 15.10.2016 | Warta Zawiercie    | 1:3 | Ślepsk Suwałki     | 25:18, 31:33, 19:25, 21:25 |
| 15.10.2016 | SKS Hajnówka       | 1:3 | AGH Kraków         | 16:25, 25:23, 28:30, 20:25 |
| 15.10.2016 | KPS Siedlce        | 3:0 | TSV Sanok          | 25:23, 25:18, 25:19        |
| 15.10.2016 | Norwid Częstochowa | 3:0 | Victoria Wałbrzych | 25:21, 25:18, 25:21        |

| 22.10.2016 | SMS PZPS Spała   | 3:0 | Norwid Częstochowa | 25:18, 25:20, 25:22               |
| 22.10.2016 | TSV Sanok        | 2:3 | Stal AZS Nysa      | 24:26, 25:21, 25:15, 27:29, 19:21 |
| 22.10.2016 | SKS Hajnówka     | 2:3 | KPS Siedlce        | 19:25, 25:20, 25:19, 27:29, 13:15 |
| 22.10.2016 | Ślepsk Suwałki   | 3:1 | AGH Kraków         | 23:25, 25:21, 25:17, 25:16        |
| 22.10.2016 | Krispol Września | 1:3 | Warta Zawiercie    | 19:25, 25:12, 20:25, 15:25        |

| 26.10.2016 | Warta Zawiercie    | 3:0 | SMS PZPS Spała   | 25:13, 25:17, 25:21               |
| 26.10.2016 | AGH Kraków         | 1:3 | Krispol Września | 20:25, 25:18, 23:25, 21:25        |
| 26.10.2016 | KPS Siedlce        | 0:3 | Ślepsk Suwałki   | 21:25, 21:25, 18:25               |
| 27.10.2016 | SKS Hajnówka       | 2:3 | Stal AZS Nysa    | 25:20, 21:25, 25:22, 22:25, 10:15 |
| 26.10.2016 | Victoria Wałbrzych | 2:3 | TSV Sanok        | 25:23, 23:25, 25:23, 23:25, 11:15 |

| 29.10.2016 | TSV Sanok        | 3:2 | Norwid Częstochowa | 22:25, 25:20, 23:25, 25:20, 15:12 |
| 29.10.2016 | SKS Hajnówka     | 3:1 | Victoria Wałbrzych | 25:23, 25:21, 17:25, 25:23        |
| 29.10.2016 | Ślepsk Suwałki   | 0:3 | Stal AZS Nysa      | 19:25, 25:27, 9:25                |
| 29.10.2016 | Krispol Września | 0:3 | KPS Siedlce        | 22:25, 21:25, 20:25               |
| 29.10.2016 | Warta Zawiercie  | 3:2 | AGH Kraków         | 25:23, 23:25, 20:25, 25:20, 26:24 |

| 05.11.2016 | Stal AZS Nysa      | 3:0 | Krispol Września | 25:19, 25:20, 25:19              |
| 05.11.2016 | AGH Kraków         | 3:1 | SMS PZPS Spała   | 25:16, 25:20, 21:25, 25:16       |
| 05.11.2016 | KPS Siedlce        | 3:1 | Warta Zawiercie  | 25:21, 14:25, 25:23, 25:23       |
| 04.11.2016 | Victoria Wałbrzych | 1:3 | Ślepsk Suwałki   | 25:21, 21:25, 22:25, 28:30       |
| 05.11.2016 | Norwid Częstochowa | 2:3 | SKS Hajnówka     | 18:25, 22:25, 25:17, 25:21, 9:15 |

| 12.11.2016 | SMS PZPS Spała   | 0:3 | TSV Sanok          | 14:25, 20:25, 20:25               |
| 12.11.2016 | Ślepsk Suwałki   | 3:2 | Norwid Częstochowa | 21:25, 16:25, 25:16, 26:24, 17:15 |
| 12.11.2016 | Krispol Września | 3:0 | Victoria Wałbrzych | 25:23, 26:24, 25:21               |
| 12.11.2016 | Warta Zawiercie  | 3:1 | Stal AZS Nysa      | 26:24, 28:26, 20:25, 25:19        |
| 12.11.2016 | AGH Kraków       | 0:3 | KPS Siedlce        | 22:25, 17:25, 13:25               |

| 19.11.2016 | KPS Siedlce        | 3:0 | SMS PZPS Spała   | 25:21, 25:20, 27:25               |
| 19.11.2016 | Stal AZS Nysa      | 3:0 | AGH Kraków       | 25:21, 25:19, 25:23               |
| 19.11.2016 | Victoria Wałbrzych | 0:3 | Warta Zawiercie  | 22:25, 13:25, 18:25               |
| 19.11.2016 | Norwid Częstochowa | 2:3 | Krispol Września | 23:25, 25:18, 25:23, 23:25, 8:15  |
| 19.11.2016 | TSV Sanok          | 2:3 | SKS Hajnówka     | 25:27, 22:25, 25:22, 25:12, 18:20 |

| 26.11.2016 | SMS PZPS Spała     | 3:2 | SKS Hajnówka       | 25:20, 21:25, 22:25, 25:20, 15:12 |
| 26.11.2016 | Ślepsk Suwałki     | 3:1 | TSV Sanok          | 25:19, 25:16, 22:25, 25:21        |
| 26.11.2016 | Norwid Częstochowa | 0:3 | Warta Zawiercie    | 14:25, 28:30, 24:26               |
| 26.11.2016 | AGH Kraków         | 3:1 | Victoria Wałbrzych | 25:22, 19:25, 25:23, 25:18        |
| 26.11.2016 | KPS Siedlce        | 0:3 | Stal AZS Nysa      | 24:26, 13:25, 23:25               |

| 03.12.2016 | Stal AZS Nysa      | 3:0 | SMS PZPS Spała   | 26:24, 25:20, 25:15               |
| 02.12.2016 | Victoria Wałbrzych | 2:3 | KPS Siedlce      | 26:24, 18:25, 18:25, 25:23, 11:15 |
| 03.12.2016 | Norwid Częstochowa | 1:3 | AGH Kraków       | 28:26, 23:25, 18:25, 17:25        |
| 03.12.2016 | TSV Sanok          | 3:1 | Krispol Września | 25:23, 25:20, 17:25, 25:17        |
| 03.12.2016 | SKS Hajnówka       | 2:3 | Ślepsk Suwałki   | 25:22, 24:26, 19:25, 25:23, 11:15 |

| 10.12.2016 | SMS PZPS Spała     | 1:3 | Ślepsk Suwałki   | 26:28, 21:25, 25:22, 14:25        |
| 10.12.2016 | SKS Hajnówka       | 3:0 | Krispol Września | 25:18, 25:23, 25:23               |
| 10.12.2016 | TSV Sanok          | 1:3 | Warta Zawiercie  | 25:23, 16:25, 20:25, 21:25        |
| 10.12.2016 | Norwid Częstochowa | 1:3 | KPS Siedlce      | 20:25, 11:25, 25:22, 18:25        |
| 10.12.2016 | Victoria Wałbrzych | 2:3 | Stal AZS Nysa    | 24:26, 25:16, 14:25, 25:23, 12:15 |

| 17.12.2016 | Victoria Wałbrzych | 3:1 | SMS PZPS Spała     | 25:17, 22:25, 25:22, 25:22        |
| 17.12.2016 | Stal AZS Nysa      | 3:2 | Norwid Częstochowa | 24:26, 25:23, 14:25, 25:13, 15:7  |
| 17.12.2016 | AGH Kraków         | 3:2 | TSV Sanok          | 25:27, 27:29, 25:13, 25:22, 16:14 |
| 21.12.2016 | Warta Zawiercie    | 3:0 | SKS Hajnówka       | 25:13, 25:19, 25:18               |
| 17.12.2016 | Krispol Września   | 0:3 | Ślepsk Suwałki     | 23:25, 21:25, 18:25               |

| 07.01.2017 | SMS PZPS Spała     | 0:3 | Krispol Września   | 17:25, 17:25, 10:25               |
| 06.01.2017 | Ślepsk Suwałki     | 3:2 | Warta Zawiercie    | 23:25, 21:25, 25:15, 26:24, 15:13 |
| 07.01.2017 | AGH Kraków         | 1:3 | SKS Hajnówka       | 18:25, 25:18, 20:25, 22:25        |
| 22.12.2016 | TSV Sanok          | 1:3 | KPS Siedlce        | 23:25, 22:25, 25:22, 20:25        |
| 07.01.2017 | Victoria Wałbrzych | 3:2 | Norwid Częstochowa | 21:25, 25:14, 20:25, 25:16, 15:13 |

| 14.01.2017 | Norwid Częstochowa | 3:0 | SMS PZPS Spała   | 25:20, 25:15, 25:11               |
| 14.01.2017 | Stal AZS Nysa      | 3:0 | TSV Sanok        | 25:15, 25:19, 25:16               |
| 14.01.2017 | KPS Siedlce        | 3:2 | SKS Hajnówka     | 25:27, 25:21, 25:15, 25:27, 15:13 |
| 14.01.2017 | AGH Kraków         | 2:3 | Ślepsk Suwałki   | 25:23, 33:31, 23:25, 18:25, 12:15 |
| 14.01.2017 | Warta Zawiercie    | 3:0 | Krispol Września | 25:17, 25:22, 25:23               |

| 18.01.2017 | SMS PZPS Spała   | 0:3 | Warta Zawiercie    | 18:25, 17:25, 23:25        |
| 18.01.2017 | Krispol Września | 3:1 | AGH Kraków         | 20:25, 25:18, 25:17, 25:15 |
| 18.01.2017 | Ślepsk Suwałki   | 3:0 | KPS Siedlce        | 31:29, 25:14, 25:15        |
| 19.01.2017 | Stal AZS Nysa    | 3:1 | SKS Hajnówka       | 26:24, 25:16, 22:25, 25:20 |
| 18.01.2017 | TSV Sanok        | 3:1 | Victoria Wałbrzych | 25:19, 19:25, 25:13, 25:21 |

| 21.01.2017 | Norwid Częstochowa | 0:3 | TSV Sanok        | 21:25, 23:25, 23:25               |
| 21.01.2017 | Victoria Wałbrzych | 0:3 | SKS Hajnówka     | 25:27, 21:25, 22:25               |
| 21.01.2017 | Stal AZS Nysa      | 2:3 | Ślepsk Suwałki   | 23:25, 25:19, 25:17, 20:25, 13:15 |
| 21.01.2017 | KPS Siedlce        | 3:1 | Krispol Września | 25:14, 25:13, 23:25, 25:17        |
| 21.01.2017 | AGH Kraków         | 1:3 | Warta Zawiercie  | 27:29, 25:22, 9:25, 21:25         |

| 30.01.2017 | SMS PZPS Spała   | 1:3 | AGH Kraków         | 22:25, 26:24, 22:25, 23:25 |
| 28.01.2017 | Warta Zawiercie  | 3:1 | KPS Siedlce        | 32:34, 25:19, 26:24, 25:13 |
| 28.01.2017 | Krispol Września | 3:0 | Stal AZS Nysa      | 25:18, 25:23, 25:20        |
| 10.02.2017 | Ślepsk Suwałki   | 3:1 | Victoria Wałbrzych | 25:18, 23:25, 25:15, 25:19 |
| 28.01.2017 | SKS Hajnówka     | 3:1 | Norwid Częstochowa | 19:25, 25:22, 25:22, 25:23 |

| 08.02.2017 | TSV Sanok          | 3:1 | SMS PZPS Spała   | 25:17, 25:21, 22:25, 25:16        |
| 04.02.2017 | Norwid Częstochowa | 3:1 | Ślepsk Suwałki   | 25:22, 18:25, 25:17, 25:17        |
| 05.02.2017 | Victoria Wałbrzych | 3:2 | Krispol Września | 25:23, 25:21, 14:25, 17:25, 15:9  |
| 04.02.2017 | Stal AZS Nysa      | 3:2 | Warta Zawiercie  | 22:25, 25:23, 29:27, 22:25, 15:13 |
| 05.02.2017 | KPS Siedlce        | 1:3 | AGH Kraków       | 22:25, 25:21, 23:25, 19:25        |

| 11.02.2017 | SMS PZPS Spała   | 1:3 | KPS Siedlce        | 16:25, 18:25, 25:21, 22:25        |
| 11.02.2017 | AGH Kraków       | 2:3 | Stal AZS Nysa      | 20:25, 19:25, 25:23, 27:25, 12:15 |
| 11.02.2017 | SKS Hajnówka     | 0:3 | TSV Sanok          | 19:25, 23:25, 16:25               |
| 11.02.2017 | Warta Zawiercie  | 3:0 | Victoria Wałbrzych | 25:22, 25:20, 25:21               |
| 11.02.2017 | Krispol Września | 3:0 | Norwid Częstochowa | 25:23, 25:20, 25:16               |

| 18.02.2017 | SKS Hajnówka       | 3:0 | SMS PZPS Spała     | 25:15, 25:15, 25:21               |
| 18.02.2017 | TSV Sanok          | 2:3 | Ślepsk Suwałki     | 28:26, 25:23, 22:25, 25:27, 13:15 |
| 18.02.2017 | Warta Zawiercie    | 3:1 | Norwid Częstochowa | 25:21, 20:25, 25:15, 25:15        |
| 18.02.2017 | Victoria Wałbrzych | 3:1 | AGH Kraków         | 23:25, 25:21, 25:14, 25:23        |
| 18.02.2017 | Stal AZS Nysa      | 2:3 | KPS Siedlce        | 20:25, 20:25, 31:29, 25:19, 12:15 |

| 20.02.2017 | SMS PZPS Spała   | 0:3 | Stal AZS Nysa      | 12:25, 24:26, 20:25             |
| 25.02.2017 | KPS Siedlce      | 3:0 | Victoria Wałbrzych | 25:15, 25:16, 25:20             |
| 22.02.2017 | AGH Kraków       | 3:2 | Norwid Częstochowa | 21:25, 21:25, 25:9, 25:20, 15:7 |
| 25.02.2017 | Krispol Września | 0:3 | TSV Sanok          | 24:26, 19:25, 23:25             |
| 25.02.2017 | Ślepsk Suwałki   | 3:0 | SKS Hajnówka       | 25:16, 25:16, 25:16             |

#### Tabela
| Lp. | Drużyna            | Pkt | Mecze | Mecze | Mecze | Rodzaj wyniku | Rodzaj wyniku | Rodzaj wyniku | Rodzaj wyniku | Rodzaj wyniku | Rodzaj wyniku | Sety | Sety | Sety  | Małe punkty | Małe punkty | Małe punkty |
| Lp. | Drużyna            | Pkt | M     | W     | P     | 3:0           | 3:1           | 3:2           | 2:3           | 1:3           | 0:3           | wyg. | prz. | stos. | zdob.       | str.        | stos.       |
| --- | ------------------ | --- | ----- | ----- | ----- | ------------- | ------------- | ------------- | ------------- | ------------- | ------------- | ---- | ---- | ----- | ----------- | ----------- | ----------- |
| 1   | Ślepsk Suwałki     | 48  | 20    | 18    | 2     | 5             | 7             | 6             | 0             | 1             | 1             | 55   | 25   | 2.2   | 1688        | 2043        | 0.83        |
| 2   | Warta Zawiercie    | 48  | 20    | 16    | 4     | 8             | 6             | 2             | 2             | 2             | 0             | 54   | 22   | 2.45  | 1612        | 2119        | 0.76        |
| 3   | AZS PWSZ Stal Nysa | 42  | 20    | 16    | 4     | 7             | 1             | 8             | 2             | 1             | 1             | 53   | 29   | 1.83  | 1710        | 2152        | 0.79        |
| 4   | KPS Siedlce        | 41  | 20    | 15    | 5     | 6             | 5             | 4             | 0             | 2             | 3             | 47   | 28   | 1.68  | 1616        | 2127        | 0.76        |
| 5   | TSV Sanok          | 30  | 20    | 9     | 11    | 4             | 3             | 2             | 5             | 3             | 3             | 40   | 40   | 1     | 1771        | 2015        | 0.88        |
| 6   | SKS Hajnówka       | 28  | 20    | 8     | 12    | 3             | 3             | 2             | 6             | 2             | 4             | 38   | 43   | 0.88  | 1831        | 2102        | 0.87        |
| 7   | Krispol Września   | 27  | 20    | 9     | 11    | 6             | 2             | 1             | 1             | 4             | 6             | 33   | 37   | 0.89  | 1528        | 2141        | 0.71        |
| 8   | AGH Kraków         | 27  | 20    | 9     | 11    | 0             | 6             | 3             | 3             | 6             | 2             | 39   | 45   | 0.87  | 1897        | 2159        | 0.88        |
| 9   | Norwid Częstochowa | 17  | 20    | 3     | 17    | 2             | 1             | 0             | 8             | 4             | 5             | 29   | 52   | 0.56  | 1810        | 2223        | 0.81        |
| 10  | Victoria Wałbrzych | 15  | 20    | 4     | 16    | 0             | 2             | 2             | 5             | 5             | 6             | 27   | 54   | 0.5   | 1845        | 2385        | 0.77        |
| 11  | SMS PZPS Spała     | 7   | 20    | 3     | 17    | 1             | 0             | 2             | 0             | 6             | 11            | 15   | 55   | 0.27  | 1679        | 2282        | 0.74        |

Źródło: wyniki.siatka.org
Punktacja: 3:0 i 3:1 – 3 pkt; 3:2 – 2 pkt; 2:3 – 1 pkt; 1:3 i 0:3 – 0 pkt
Zasady ustalania kolejności: 1. liczba punktów; 2. stosunek setów; 3. stosunek małych punktów; 4. bilans w bezpośrednich meczach
     faza play-off
     baraż o utrzymanie

### Play-off

#### Ćwierćfinały
(dwumecz)
| Data       | Drużyna 1        | Wynik | Drużyna 2        | Sety                              |
| ---------- | ---------------- | ----- | ---------------- | --------------------------------- |
| 04.03.2017 | AGH Kraków       | 0:3   | Ślepsk Suwałki   | 19:25, 21:25, 18:25               |
| 10.03.2017 | Ślepsk Suwałki   | 3:0   | AGH Kraków       | 25:23, 25:19, 25:19               |
|            |                  |       |                  |                                   |
| 04.03.2017 | Krispol Września | 0:3   | Warta Zawiercie  | 12:25, 23:25, 26:28               |
| 11.03.2017 | Warta Zawiercie  | 3:0   | Krispol Września | 25:20, 25:14, 25:23               |
|            |                  |       |                  |                                   |
| 04.03.2017 | SKS Hajnówka     | 1:3   | Stal AZS Nysa    | 23:25, 16:25, 28:26, 13:25        |
| 09.03.2017 | Stal AZS Nysa    | 3:0   | SKS Hajnówka     | 25:20, 25:15, 25:17               |
|            |                  |       |                  |                                   |
| 04.03.2017 | TSV Sanok        | 0:3   | KPS Siedlce      | 21:25, 12:25, 20:25               |
| 11.03.2017 | KPS Siedlce      | 2:3   | TSV Sanok        | 25:23, 25:27, 23:25, 25:15, 14:16 |

#### Półfinały
(do 2 zwycięstw)
| Data       | Drużyna 1       | Wynik | Drużyna 2       | Sety                              |
| ---------- | --------------- | ----- | --------------- | --------------------------------- |
| 18.03.2017 | KPS Siedlce     | 0:3   | Ślepsk Suwałki  | 22:25, 22:25, 22:25               |
| 25.03.2017 | Ślepsk Suwałki  | 1:3   | KPS Siedlce     | 25:27, 25:21, 24:26, 17:25        |
| 26.03.2017 | Ślepsk Suwałki  | 3:0   | KPS Siedlce     | 26:24, 25:22, 25:15               |
|            |                 |       |                 |                                   |
| 18.03.2017 | Stal AZS Nysa   | 2:3   | Warta Zawiercie | 25:23, 25:21, 16:25, 23:25, 11:15 |
| 25.03.2017 | Warta Zawiercie | 3:1   | Stal AZS Nysa   | 25:20, 22:25, 25:18, 25:15        |

#### Mecze o miejsca 5-8.
(dwumecz)
| Data       | Drużyna 1        | Wynik | Drużyna 2        | Sety                                       |
| ---------- | ---------------- | ----- | ---------------- | ------------------------------------------ |
| 17.03.2017 | AGH Kraków       | 2:3   | TSV Sanok        | 25:20, 23:25, 25:16, 23:25, 12:15          |
| 25.03.2017 | TSV Sanok        | 3:1   | AGH Kraków       | 25:19, 20:25, 25:18, 25:21                 |
|            |                  |       |                  |                                            |
| 18.03.2017 | Krispol Września | 3:2   | SKS Hajnówka     | 22:25, 25:19, 25:15, 22:25, 15:13          |
| 25.03.2017 | SKS Hajnówka     | 3:2   | Krispol Września | 25:20, 30:32, 14:25, 26:24, 15:11, (15:13) |

#### Mecze o 7. miejsce
(dwumecz)
| Data       | Drużyna 1        | Wynik | Drużyna 2  | Sety                              |
| ---------- | ---------------- | ----- | ---------- | --------------------------------- |
| 08.04.2017 | Krispol Września | 3:2   | AGH Kraków | 22:25, 20:25, 25:21, 25:21, 16:14 |
| 09.04.2017 | Krispol Września | 0:3   | AGH Kraków | 17:25, 18:25, 16:25               |

#### Półfinały
(do 2 zwycięstw)
| Data       | Drużyna 1       | Wynik | Drużyna 2       | Sety                              |
| ---------- | --------------- | ----- | --------------- | --------------------------------- |
| 18.03.2017 | KPS Siedlce     | 0:3   | Ślepsk Suwałki  | 22:25, 22:25, 22:25               |
| 25.03.2017 | Ślepsk Suwałki  | 1:3   | KPS Siedlce     | 25:27, 25:21, 24:26, 17:25        |
| 26.03.2017 | Ślepsk Suwałki  | 3:0   | KPS Siedlce     | 26:24, 25:22, 25:15               |
|            |                 |       |                 |                                   |
| 18.03.2017 | Stal AZS Nysa   | 2:3   | Warta Zawiercie | 25:23, 25:21, 16:25, 23:25, 11:15 |
| 25.03.2017 | Warta Zawiercie | 3:1   | Stal AZS Nysa   | 25:20, 22:25, 25:18, 25:15        |

#### Mecze o 3. miejsce
(do 3 zwycięstw)
| Data       | Drużyna 1     | Wynik | Drużyna 2     | Sety                       |
| ---------- | ------------- | ----- | ------------- | -------------------------- |
| 01.04.2017 | Stal AZS Nysa | 1:3   | KPS Siedlce   | 21:25, 23:25, 25:18, 30:32 |
| 02.04.2017 | Stal AZS Nysa | 1:3   | KPS Siedlce   | 22:25, 25:12, 22:25, 18:25 |
| 08.04.2017 | KPS Siedlce   | 3:0   | Stal AZS Nysa | 25:21, 25:19, 25:21        |

#### Finał
(do 3 zwycięstw)
| Data       | Drużyna 1       | Wynik | Drużyna 2       | Sety                              |
| ---------- | --------------- | ----- | --------------- | --------------------------------- |
| 01.04.2017 | Ślepsk Suwałki  | 3:0   | Warta Zawiercie | 25:19, 25:22, 25:16               |
| 02.04.2017 | Ślepsk Suwałki  | 2:3   | Warta Zawiercie | 23:25, 25:18, 16:25, 25:18, 11:25 |
| 08.04.2017 | Warta Zawiercie | 3:0   | Ślepsk Suwałki  | 25:21, 25:14, 35:33               |
| 09.04.2017 | Warta Zawiercie | 1:3   | Ślepsk Suwałki  | 18:25, 14:25, 25:21, 22:25        |
| 13.04.2017 | Ślepsk Suwałki  | 2:3   | Warta Zawiercie | 26:24, 14:25, 29:27, 20:25, 9:15  |

### Play-out
(do 3 zwycięstw)
| Data       | Drużyna 1          | Wynik | Drużyna 2          | Sety                              |
| ---------- | ------------------ | ----- | ------------------ | --------------------------------- |
| 11.03.2017 | Norwid Częstochowa | 2:3   | Victoria Wałbrzych | 24:26, 25:20, 23:25, 25:19, 12:15 |
| 12.03.2017 | Norwid Częstochowa | 3:1   | Victoria Wałbrzych | 25:18, 25:19, 23:25, 25:21        |
| 18.03.2017 | Victoria Wałbrzych | 2:3   | Norwid Częstochowa | 25:18, 22:25, 23:25, 25:23, 13:15 |
| 19.03.2017 | Victoria Wałbrzych | 3:2   | Norwid Częstochowa | 25:21, 28:26, 20:25, 15:25, 15:13 |
| 22.03.2017 | Norwid Częstochowa | 1:3   | Victoria Wałbrzych | 25:17, 20:25, 20:25, 19:25        |

## Klasyfikacja końcowa
| Lp. | Drużyna                          |
| --- | -------------------------------- |
| 1   | Aluron Virtu Warta Zawiercie     |
| 2   | Ślepsk Suwałki                   |
| 3   | KPS Siedlce                      |
| 4   | AZS PWSZ Stal Nysa               |
| 5   | TSV Sanok                        |
| 6   | SKS Hajnówka                     |
| 7   | AZS AGH Kraków                   |
| 8   | Krispol Września                 |
| 9   | Victoria Wałbrzych               |
| 10  | Exact Systems Norwid Częstochowa |
| 11  | SMS PZPS Spała                   |

     baraż z ostatnią drużyną Plusligi
     spadek do II ligi

## Składy
| Ślepsk Suwałki | Ślepsk Suwałki         | Ślepsk Suwałki   | Ślepsk Suwałki   | Ślepsk Suwałki   |
| Nr             | Imię i nazwisko        | Pozycja          |                  |                  |
| -------------- | ---------------------- | ---------------- | ---------------- | ---------------- |
| 1              | David Michel           | przyjmujący      |                  |                  |
| 5              | Piotr Lipiński         | rozgrywający     |                  |                  |
| 6              | Jan Lesiuk             | przyjmujący      |                  |                  |
| 7              | Kamil Skrzypkowski     | przyjmujący      |                  |                  |
| 8              | Jakub Krupiński        | libero           |                  |                  |
| 9              | Krzysztof Andrzejewski | libero           |                  |                  |
| 10             | Adrian Hunek           | środkowy         |                  |                  |
| 11             | Jan Tomczak            | rozgrywający     |                  |                  |
| 12             | Łukasz Rudzewicz       | środkowy         |                  |                  |
| 14             | Karol Rawiak           | przyjmujący      |                  |                  |
| 15             | Wojciech Winnik        | atakujący        |                  |                  |
| 16             | Daniel Szaniawski      | środkowy         |                  |                  |
| 17             | Mateusz Linda          | atakujący        |                  |                  |
|                | Dmitrij Skoryy         | Trener           | Trener           | Trener           |
|                | Mateusz Kuśmierz       | Asystent trenera | Asystent trenera | Asystent trenera |

| Krispol Września | Krispol Września   | Krispol Września | Krispol Września | Krispol Września |
| Nr               | Imię i nazwisko    | Pozycja          |                  |                  |
| ---------------- | ------------------ | ---------------- | ---------------- | ---------------- |
| 1                | Vitalii Shchytkov  | rozgrywający     |                  |                  |
| 3                | Marek Pachocki     | przyjmujący      |                  |                  |
| 4                | Adam Banasiak      | przyjmujący      |                  |                  |
| 5                | Marcin Iglewski    | atakujący        |                  |                  |
| 6                | Damian Dobosz      | przyjmujący      |                  |                  |
| 7                | Mateusz Jasiński   | przyjmujący      |                  |                  |
| 8                | Karol Behrendt     | środkowy         |                  |                  |
| 9                | Michał Torzewski   | rozgrywający     |                  |                  |
| 10               | Bartek Schmidt     | środkowy         |                  |                  |
| 11               | Karol Szczygielski | środkowy         |                  |                  |
| 12               | Krzysztof Zapłacki | przyjmujący      |                  |                  |
| 13               | Sebastian Matula   | rozgrywający     |                  |                  |
| 14               | Łukasz Karpiewski  | atakujący        |                  |                  |
| 15               | Wiktor Matuszak    | libero           |                  |                  |
| 16               | Robert Brzóstowicz | środkowy         |                  |                  |
|                  | Sławomir Gerymski  | Trener           | Trener           | Trener           |
|                  | Grzegorz Walkowski | Asystent trenera | Asystent trenera | Asystent trenera |

| Warta Zawiercie | Warta Zawiercie       | Warta Zawiercie  | Warta Zawiercie  | Warta Zawiercie  |
| Nr              | Imię i nazwisko       | Pozycja          |                  |                  |
| --------------- | --------------------- | ---------------- | ---------------- | ---------------- |
| 1               | Jarosław Macionczyk   | rozgrywający     |                  |                  |
| 2               | Jakub Lewandowski     | środkowy         |                  |                  |
| 3               | Łukasz Swodczyk       | środkowy         |                  |                  |
| 4               | Kamil Długosz         | przyjmujący      |                  |                  |
| 5               | Michał Żuk            | przyjmujący      |                  |                  |
| 6               | Kamil Gutkowski       | przyjmujący      |                  |                  |
| 7               | Kamil Dębski          | przyjmujący      |                  |                  |
| 8               | Łukasz Kaczorowski    | atakujący        |                  |                  |
| 9               | Dawid Ogórek          | libero           |                  |                  |
| 10              | Patryk Akala          | środkowy         |                  |                  |
| 11              | Bartosz Dzierżanowski | środkowy         |                  |                  |
| 12              | Sebastian Warda       | środkowy         |                  |                  |
| 13              | Kacper Popik          | rozgrywający     |                  |                  |
| 14              | Grzegorz Wójtowicz    | przyjmujący      |                  |                  |
| 15              | Paweł Filipowicz      | libero           |                  |                  |
| 16              | Adam Sobolewski       | atakujący        |                  |                  |
|                 | Dominik Kwapisiewicz  | Trener           | Trener           | Trener           |
|                 | Krzysztof Makaryk     | Asystent trenera | Asystent trenera | Asystent trenera |

| AZS AGH Kraków | AZS AGH Kraków      | AZS AGH Kraków   | AZS AGH Kraków   | AZS AGH Kraków   |
| Nr             | Imię i nazwisko     | Pozycja          |                  |                  |
| -------------- | ------------------- | ---------------- | ---------------- | ---------------- |
| 1              | Jakub Nowosielski   |                  |                  |                  |
| 2              | Kamil Maruszczyk    |                  |                  |                  |
| 3              | Bartłomiej Gajdek   |                  |                  |                  |
| 4              | Marcin Kania        |                  |                  |                  |
| 5              | Arkadiusz Żakieta   |                  |                  |                  |
| 6              | Grzegorz Wrodziński |                  |                  |                  |
| 7              | Michał Wroniecki    |                  |                  |                  |
| 9              | Karol Dudziński     |                  |                  |                  |
| 10             | Szymon Ściślak      |                  |                  |                  |
| 12             | Jan Fornal          |                  |                  |                  |
| 13             | Jakub Bik           |                  |                  |                  |
| 14             | Tomasz Błądziński   |                  |                  |                  |
| 17             | Bartłomiej Mordyl   |                  |                  |                  |
| 19             | Piotr Adamski       |                  |                  |                  |
|                | Andrzej Kubacki     | Trener           | Trener           | Trener           |
|                | Kacper Osuch        | Asystent trenera | Asystent trenera | Asystent trenera |

| KPS Siedlce | KPS Siedlce         | KPS Siedlce      | KPS Siedlce      | KPS Siedlce      |
| Nr          | Imię i nazwisko     | Pozycja          |                  |                  |
| ----------- | ------------------- | ---------------- | ---------------- | ---------------- |
| 1           | Mateusz Januszewski | libero           |                  |                  |
| 2           | Maciej Polański     | środkowy         |                  |                  |
| 5           | Sławomir Zemlik     | przyjmujący      |                  |                  |
| 6           | Piotr Łukasik       | przyjmujący      |                  |                  |
| 8           | Krzysztof Gibek     | przyjmujący      |                  |                  |
| 9           | Konrad Małek        | libero           |                  |                  |
| 10          | Moustapha M'Baye    | środkowy         |                  |                  |
| 11          | Jakub Gontarewicz   | rozgrywający     |                  |                  |
| 12          | Mateusz Błasiak     | przyjmujący      |                  |                  |
| 14          | Mateusz Ogrodniczuk | atakujący        |                  |                  |
| 15          | Kamil Szaniawski    | środkowy         |                  |                  |
| 16          | Jakub Bucki         | atakujący        |                  |                  |
| 17          | Bartosz Zrajkowski  | rozgrywający     |                  |                  |
|             | Witold Chwastyniak  | Trener           | Trener           | Trener           |
|             | Maciej Nowak        | Asystent trenera | Asystent trenera | Asystent trenera |

| AZS PWSZ Stal Nysa | AZS PWSZ Stal Nysa   | AZS PWSZ Stal Nysa | AZS PWSZ Stal Nysa | AZS PWSZ Stal Nysa |
| Nr                 | Imię i nazwisko      | Pozycja            |                    |                    |
| ------------------ | -------------------- | ------------------ | ------------------ | ------------------ |
| 1                  | Wojciech Kwiecień    | rozgrywający       |                    |                    |
| 2                  | Bartłomiej Dzikowicz | libero             |                    |                    |
| 3                  | Dawid Bułkowski      | przyjmujący        |                    |                    |
| 4                  | Daniel Ochrymczuk    | libero             |                    |                    |
| 5                  | Łukasz Lubaczewski   | przyjmujący        |                    |                    |
| 6                  | Damian Śliż          | środkowy           |                    |                    |
| 7                  | Błażej Szymeczko     | środkowy           |                    |                    |
| 10                 | Arkadiusz Olczyk     | środkowy           |                    |                    |
| 11                 | Michał Makowski      | przyjmujący        |                    |                    |
| 13                 | Piotr Łuka           | przyjmujący        |                    |                    |
| 14                 | Jędrzej Goss         | atakujący          |                    |                    |
| 15                 | Mateusz Nożewski     | środkowy           |                    |                    |
| 16                 | Łukasz Owczarz       | atakujący          |                    |                    |
| 17                 | Konrad Woroniecki    | rozgrywający       |                    |                    |
| 18                 | Tomasz Bonisławski   | libero             |                    |                    |
|                    | Janusz Bułkowski     | Trener             | Trener             | Trener             |
|                    | Piotr Łuka           | Asystent trenera   | Asystent trenera   | Asystent trenera   |

| Victoria Wałbrzych | Victoria Wałbrzych    | Victoria Wałbrzych | Victoria Wałbrzych | Victoria Wałbrzych |
| Nr                 | Imię i nazwisko       | Pozycja            |                    |                    |
| ------------------ | --------------------- | ------------------ | ------------------ | ------------------ |
| 1                  | Paweł Olszewski       | środkowy           |                    |                    |
| 4                  | Mariusz Schamlewski   | środkowy           |                    |                    |
| 5                  | Patryk Napiórkowski   | atakujący          |                    |                    |
| 6                  | Paweł Pietkiewicz     | przyjmujący        |                    |                    |
| 9                  | Kamil Durski          | rozgrywający       |                    |                    |
| 10                 | Ernest Plizga         | przyjmujący        |                    |                    |
| 12                 | Mateusz Frąc          | atakujący          |                    |                    |
| 14                 | Mariusz Magnuszewski  | rozgrywający       |                    |                    |
| 15                 | Sebastian Zieliński   | przyjmujący        |                    |                    |
| 16                 | Jacek Obrębski        | libero             |                    |                    |
| 17                 | Michał Szydłowski     | libero             |                    |                    |
| 18                 | Maciej Borris         | środkowy           |                    |                    |
| 19                 | Marcin Dereń          | przyjmujący        |                    |                    |
| 20                 | Mikołaj Szewczyk      | przyjmujący        |                    |                    |
|                    | Przemysław Michalczyk | Trener             | Trener             | Trener             |

| TSV Sanok | TSV Sanok         | TSV Sanok    | TSV Sanok | TSV Sanok |
| Nr        | Imię i nazwisko   | Pozycja      |           |           |
| --------- | ----------------- | ------------ | --------- | --------- |
| 1         | Filip Frankowski  | przyjmujący  |           |           |
| 2         | Roman Oroń        | środkowy     |           |           |
| 6         | Patryk Pieper     | przyjmujący  |           |           |
| 8         | Paweł Rusin       | przyjmujący  |           |           |
| 9         | Daniel Gąsior     | atakujący    |           |           |
| 10        | Damian Wierzbicki | atakujący    |           |           |
| 11        | Łukasz Jurkojć    | rozgrywający |           |           |
| 12        | Tomasz Kusior     | środkowy     |           |           |
| 13        | Paweł Przystaś    | rozgrywający |           |           |
| 16        | Kamil Dembiec     | libero       |           |           |
| 17        | Tomasz Głód       | libero       |           |           |
| 18        | Jakub Zmarz       | środkowy     |           |           |
|           | Krzysztof Frączek | Trener       | Trener    | Trener    |

| SKS Hajnówka | SKS Hajnówka        | SKS Hajnówka | SKS Hajnówka | SKS Hajnówka |
| Nr           | Imię i nazwisko     | Pozycja      |              |              |
| ------------ | ------------------- | ------------ | ------------ | ------------ |
|              | Piotr Milewski      |              |              |              |
|              | Bartosz Małachowski |              |              |              |
|              | Łukasz Ciesiółka    |              |              |              |
|              | Przemysław Gniewek  |              |              |              |
|              | Daniel Saczko       |              |              |              |
|              | Łukasz Bernatowicz  |              |              |              |
|              | Rafał Faryna        |              |              |              |
|              | Dawid Daraszkiewicz |              |              |              |
|              | Radosław Sterna     |              |              |              |
|              | Cezary Sapiński     |              |              |              |
|              | Mateusz Bogus       |              |              |              |
|              | Tomasz Kuś          | libero       |              |              |
|              | Paweł Blomberg      | Trener       | Trener       | Trener       |

| Norwid Częstochowa | Norwid Częstochowa  | Norwid Częstochowa | Norwid Częstochowa | Norwid Częstochowa |
| Nr                 | Imię i nazwisko     | Pozycja            |                    |                    |
| ------------------ | ------------------- | ------------------ | ------------------ | ------------------ |
|                    | Druzgała Wojciech   | libero             |                    |                    |
|                    | Gromadzki Kamil     | środkowy           |                    |                    |
|                    | Kaczyński Michał    | atakujący          |                    |                    |
|                    | Kogut Damian        | przyjmujący        |                    |                    |
|                    | Kołodziej Krzysztof | libero             |                    |                    |
|                    | Kraś Adrian         | rozgrywający       |                    |                    |
|                    | Kryński Tomasz      | atakujący          |                    |                    |
|                    | Miarka Dominik      | przyjmujący        |                    |                    |
|                    | Mucha Jarosław      | środkowy           |                    |                    |
|                    | Oczko Jakub         | rozgrywający       |                    |                    |
|                    | Skadorwa Jakub      | atakujący          |                    |                    |
|                    | Smolarczyk Adam     | przyjmujący        |                    |                    |
|                    | Świerczyński Maciej | środkowy           |                    |                    |
|                    | Usowicz Łukasz      | przyjmujący        |                    |                    |
|                    | Zaguła Jdrzej       | przyjmujący        |                    |                    |
|                    | Zawalski Bartłomiej | środkowy           |                    |                    |
|                    | Zawalski Mateusz    | środkowy           |                    |                    |
|                    | Radosław Panas      | Trener             | Trener             | Trener             |
|                    | Leszek Hudziak      | Asystent trenera   | Asystent trenera   | Asystent trenera   |